# Armancourt, Somme
Armancourt är en kommun i departementet Somme i regionen Hauts-de-France i norra Frankrike. Kommunen ligger i kantonen Roye som tillhör arrondissementet Montdidier. År 2022 hade Armancourt 33 invånare.

## Befolkningsutveckling
Antalet invånare i kommunen Armancourt
| Referens: INSEE |